# Protocoles d'Auschwitz

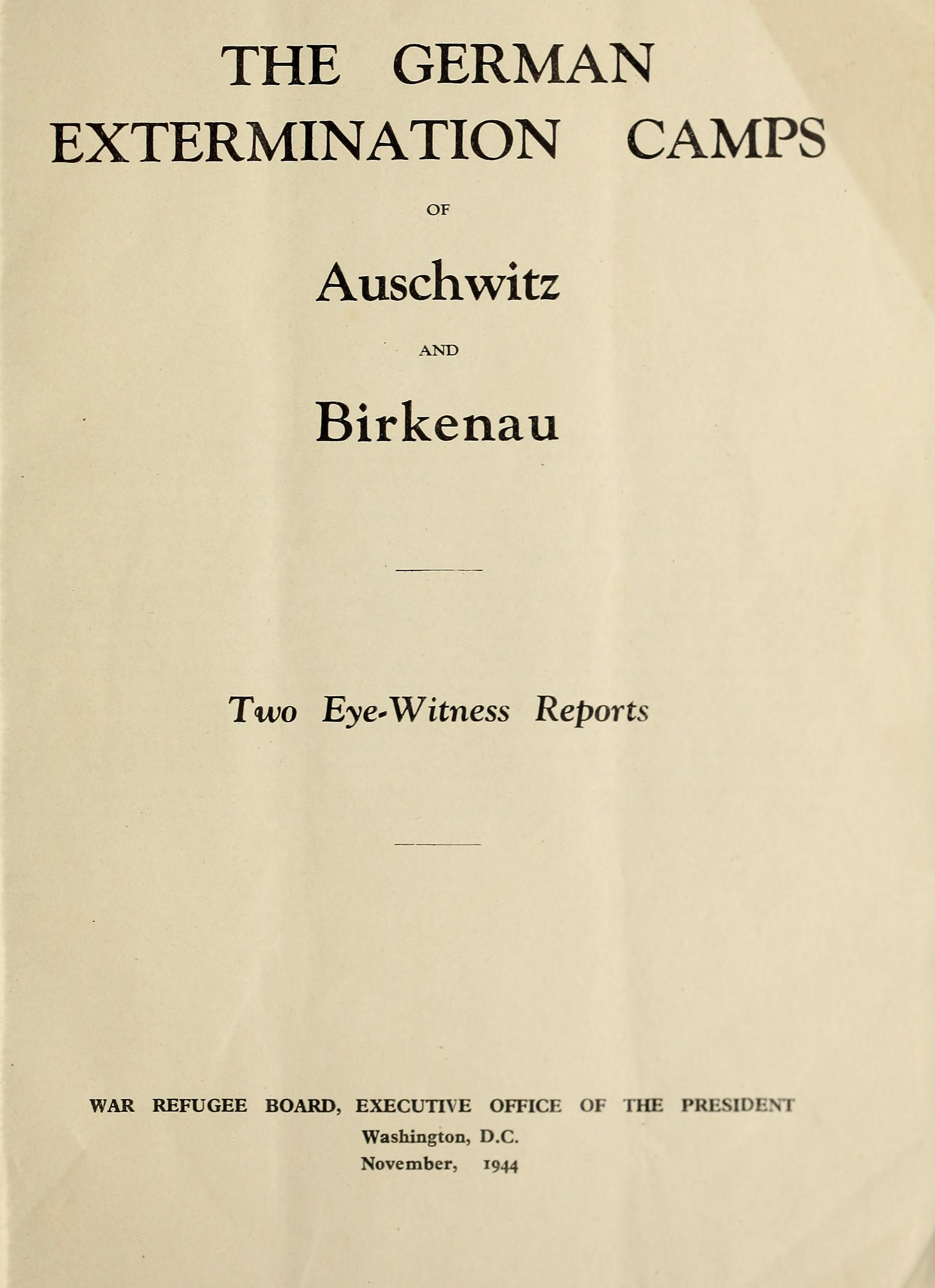
Page de titre des Protocoles d'Auschwitz

Les Protocoles d'Auschwitz, également connus sous le titre de Rapports d'Auschwitz, sont un ensemble de rapports établis par des témoins oculaires qui se sont évadés du camp de concentration d'Auschwitz en 1943 et 1944, durant la Seconde Guerre mondiale, décrivant les meurtres de masse perpétrés par les nazis dans ce camp.
En novembre 1944, ces rapports parviennent au War Refugee Board (Commission des réfugiés de guerre) instituée par le président américain Franklin Delano Roosevelt, qui les diffuse le 18 novembre à la presse sous forme de texte dactylographié, et le 26 novembre les publie dans une brochure de 30 pages sous le titre The German Extermination Camps of Auschwitz and Birkenau. Two Eye-Witness Reports (Les camps d'extermination allemands d'Auschwitz et Birkenau. Deux rapports de témoins oculaires). On ignore à quel moment Auschwitz Protocols (Protocoles d'Auschwitz) devient la dénomination brève de ces documents,.
En fait, la brochure comprend trois rapports qui proviennent de cinq témoins oculaires. Ceux-ci ne sont pas nommés, étant sur le territoire encore occupé par le Troisième Reich, et risquent d'être capturés. La première partie de la brochure, présentée comme le rapport n° 1, contient dans ses chapitres I et II (12 pages) le document connu sous le nom de rapport Vrba-Wetzler. Le chapitre III (trois pages) de la première partie est le document connu comme le rapport Mordowicz-Rosin ou Rosin-Mordowicz. Dans certaines sources, seul le rapport Vrba-Wetzler complété du rapport Mordowicz-Rosin est appelé Auschwitz Protocols. La seconde partie de la brochure, apparaissant comme Report No. 2 Transport (The Polish Major's Report) (Rapport n° 2 Le transport (Rapport du major polonais), est en fait le rapport comprenant huit pages de l'étudiant en médecine Jerzy Tabeau. Les trois rapports ne se suivent pas dans l'ordre chronologique de leur rédaction mais dans celui de l'importance que lui ont attribué les communautés affectées et les Alliés,.
Les rapports ont été connus dans les pays alliés et dans les pays neutres séparément, au cours de l'été 1944, seul celui de Vrba et Wetzler ayant alors un écho notable. Un public plus large n'a connu les réalités d'Auschwitz qu'après la publication des rapports en novembre, surtout grâce à la presse.

## Les trois rapports

### Le rapport Vrba-Wetzler
Walter Rosenberg qui, après son évasion, a vécu avec des faux papiers au nom de Rudolf Vrba et a gardé cette identité après la guerre, était un Juif de Slovaquie. Il est arrivé à Auschwitz vers la fin du mois de juin 1942. Alfred Wetzler était également un Juif de Slovaquie, déporté à Auschwitz en avril 1942. Ils se sont évadés ensemble le 7 avril 1944 et sont arrivés en Slovaquie, à Žilina, à la fin du même mois,. Aussitôt après leur arrivée, ils ont relaté à des membres du Conseil juif de Slovaquie, institué sur ordre des nazis, tout ce qu'ils savaient sur le camp. L'un des membres du conseil a rédigé un rapport combinant leurs deux relations. Le rapport a été tout de suite transmis aux dirigeants des organisations juives de Hongrie, puis, par plusieurs voies, aux Alliés et aux pays neutres,.
Le rapport Vrba-Wetzler constitue la première partie de la brochure The German Extermination Camps..., parce qu'il est le plus détaillé, ses auteurs étant utilisés à partir d'un certain moment pour des travaux de bureau et ayant ainsi des informations y compris sur les transports de prisonniers qui arrivaient. Le rapport décrit la topographie des camps Auschwitz I et Auschwitz II-Birkenau, à l'aide aussi de dessins esquissés de mémoire, ainsi que leur organisation et fonctionnement. Il fait état des crimes nazis perpétrés dans ces camps en général, et il en ressort notamment le caractère de génocide de la mise à morts des Juifs,.

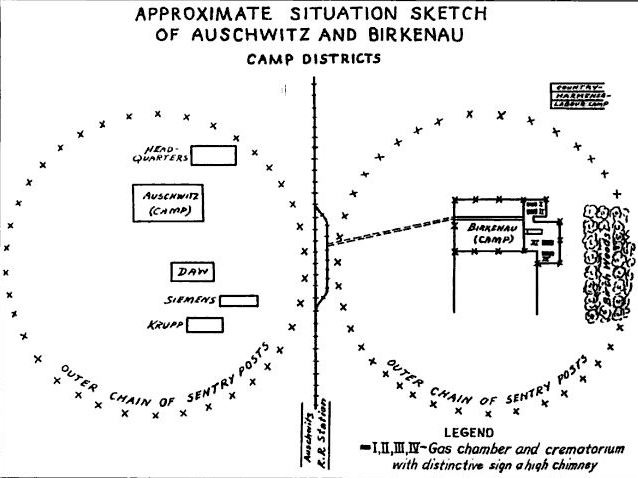
Schéma des camps Auschwitz I et Auschwitz II-Birkenau

### Le rapport Mordowicz-Rosin
Czesław Mordowicz était un Juif de Pologne, déporté à Auschwitz en décembre 1942, et Arnošt Rosin, un Juif de Slovaquie, arrivé là-bas en avril 1942. Ils se sont évadés le 27 mai 1944 et sont parvenus en Slovaquie le 6 juin 1944. Ils ont été interrogés par un membre du Conseil juif, qui a rédigé un rapport basé sur leur relation, puis le conseil l'a fait parvenir en Suisse le 6 août 1944.
Le rapport Mordowicz-Rosin a été ajouté dans la brochure The German Extermination Camps... sous forme de chapitre III du rapport no 1. Il s'y agit des transports de prisonniers de plusieurs pays occupés par les nazis et surtout, à partir du 10 mai 1944, de plus en plus de Juifs de Hongrie. Leur témoignage confirme le caractère génocidaire de l'extermination des Juifs. Ainsi, ils relatent que du 15 mai jusqu'à leur évasion le 27 mai, on en a amené 14 à 15 000 par jour, dont 90 % étaient tout de suite gazés. Ils parlent aussi d'expérimentations sur des femmes détenues.

### Le rapport Tabeau
Le rapport de la brochure rédigé le premier par ordre chronologique provient de celui qui a aussi été le premier des auteurs des rapports à s'évader. Il s'agit de Jerzy Tabeau, étudiant en médecine polonais catholique, détenu à Auschwitz parce qu'il avait participé au mouvement de résistance,.
Tabeau s'est évadé le 19 novembre 1943 et a décrit tout ce qu'il avait connu sur Auschwitz dans un rapport qu'il a rédigé en décembre 1943 et janvier 1944. En mars 1944, il a réussi à traverser la Slovaquie et à porter son rapport en Hongrie, pour qu'il parvienne aux dirigeants des Juifs de ce pays, puis il est retourné dans la Pologne encore occupée. En juin 1944, son rapport est arrivé à Londres et en Suisse, commençant à être diffusé surtout par le gouvernement polonais en exil et par diverses organisations juives. En août 1944, il a été multiplié à Genève sur une machine stencil, pour pouvoir être plus largement répandu, puis il est arrivé au WRB. Il constitue la seconde partie de la brochure.
Tabeau écrit sur les mauvais traitements que subissaient les prisonniers et les diverses méthode par lesquelles ils étaient tués. L'une était le travail physique épuisant qui tuait la plupart de ceux qui n'en avaient pas fait en liberté, surtout que leur nourriture était très insuffisante. Il relate aussi les expérimentations sur des prisonniers et la mise à mort par des injections ou par gazage surtout des malades et des accidentés désignés par des médecins SS. Il témoigne également de l'exécution par balle de nombreux prisonniers indifféremment de leur ethnie, plus anciens ou à peine amenés, sous les prétextes les plus divers.
Le chapitre III du rapport Tabeau est consacré surtout aux Juifs. Jusqu'au printemps 1942, on a déporté à Auschwitz des Juifs en tant que prisonniers politiques, mais ils ont été dès le début traités avec plus de cruauté que les autres. À commencer par le printemps 1942, on a amené des Juifs des deux sexes et de tous âges de plusieurs pays occupés. C'est pour eux qu'on a construit un camp non loin du premier, à Birkenau. De ces déportés, étaient laissés en vie les personnes aptes de travailler hommes et femmes sans enfants. Tous les autres étaient aussitôt tués dans des chambres à gaz. Tabeau estime le nombre des Juifs exterminés à 1,5 million. Le rapport de Tabeau est le premier témoignage sur le caractère de génocide de leur mise à mort.

## Conséquences des rapports
Dès 1942, des informations sont apparues sur ce qui se passait dans les camps de concentration nazis, mais en général elles n'étaient crues ni par les Juifs encore non déportés ni par les officialités et les habitants des pays alliées et des pays neutres, étant considérées comme des exagérations de la propagande ou comme de simples rumeurs. Le rapport Vrba-Wetzler est parvenu assez vite dans ces pays, en mai 1944, étant commenté par la presse de ceux-ci. Le rapport de Tabeau est arrivé en Hongrie dès mars 1944 et celui de Vrba et Wetzler fin avril, mais les membres du Conseil juif central de Hongrie n'ont pas diffusé parmi les Juifs les informations qu'ils contenaient, soit parce qu'ils ne les croyaient pas, soit qu'ils ne voulaient pas créer de panique, soit qu'ils négociaient en secret avec l'SS pour obtenir que les Juifs de Hongrie ne soient pas déportés, ou qu'au moins leurs dirigeants et les familles de ceux-ci ne le soient pas,.
À la suite de la diffusion des rapports dans les pays alliés et dans les pays neutres, Miklós Horthy, régent de Hongrie, a reçu en juin 1944 des appels de la part du pape Pie XII, du roi de Suède, du président Roosevelt, des gouvernements de la Suisse, de la Turquie et de l'Espagne, pour qu'il arrête les déportations de Hongrie,. Horthy a ordonné leur arrêt le 7 juillet 1944, quand seuls les Juifs de Budapest n'étaient pas encore déportés, mais les déportations ont repris en octobre 1944, quand Horthy a été arrêté par les Allemands et le pouvoir a été pris par le Parti des Croix fléchées.
À la suggestion de Vrba, le rabbin Michael Dov Weissmandl de Slovaquie a demandé à plusieurs reprises aux Alliés en mai et en juin 1944 de bombarder les voies ferrées qui menaient à Auschwitz. On en a discuté dans les gouvernements alliés mais ils ne l'ont pas fait, pour des raisons militaires et politiques.
Dans une interview de 1995 avec Jerzy Tabeau, celui-ci déclare que ses efforts ont été vains. Toutefois, à part l'arrêt pour quelques mois des déportations de Hongrie, les rapports ont servi à l'accusation dans les procès de Nuremberg (document no 022-L). Ils font partie des archives de la WRB, étant conservés par la Bibliothèque Franklin D. Roosevelt à New York. Par ailleurs, en 1947, Tabeau a témoigné devant une commission juridique polonaise d'investigation des crimes de guerre nazis, dans l'affaire de certains médecins SS d'Auschwitz, et au procès de Francfort de 1963-1965. Rudolf Vrba aussi a été témoin à ce procès.